# World Team Challenge 2009
Zawody World Team Challenge w roku 2009 zostały rozegrane 28 grudnia na stadionie Veltins-Arena w Gelsenkirchen. Po raz drugi w historii do udziału zaproszona została para z Polski. RP reprezentowali Tomasz Sikora oraz Magdalena Gwizdoń. Tytułu sprzed roku bronili reprezentanci Ukrainy Oksana Chwostenko oraz Andrij Deryzemla.

## Zaproszone pary
| Zawodniczka        | Zawodnik             | Narodowość        |
| ------------------ | -------------------- | ----------------- |
| Éva Tófalvi        | Daniel Graf          | Rumunia/ Niemcy   |
| Kati Wilhelm       | Christoph Sumann     | Niemcy/ Austria   |
| Olga Zajcewa       | Maksim Czudow        | Rosja             |
| Darja Domraczewa   | Dominik Landertinger | Białoruś/ Austria |
| Magdalena Gwizdoń  | Tomasz Sikora        | Polska            |
| Marie-Laure Brunet | Vincent Defrasne     | Francja           |
| Jay Hakkinen       | Lanny Barnes         | Stany Zjednoczone |
| Simone Hauswald    | Michael Greis        | Niemcy            |
| Oksana Chwostenko  | Andrij Deryzemla     | Ukraina           |
| Solveig Rogstad    | Henrik L’Abée-Lund   | Norwegia/ Szwecja |

## Wyniki

### Bieg masowy
| Pozycja | Zawodnik                              | Narodowość         | Karne rundy | Strata      |
| ------- | ------------------------------------- | ------------------ | ----------- | ----------- |
| 1.      | Darja Domraczewa Dominik Landertinger | Białoruś · Austria | 9           | 32:27.5 min |
| 2.      | Kati Wilhelm Christoph Sumann         | Niemcy · Austria   | 7           | +0.6 s      |
| 3.      | Michael Greis Simone Hauswald         | Niemcy             | 8           | +0.9 s      |
| 4.      | Oksana Chwostenko Andrij Deryzemla    | Ukraina            | 7           | +33.6 s     |
| 5.      | Marie-Laure Brunet Vincent Defrasne   | Francja            | 5           | +34.6 s     |
| 6.      | Éva Tófalvi Daniel Graf               | Rumunia · Niemcy   | 5           | +47.7 s     |
| 7.      | Solveig Rogstad Henrik L’Abée-Lund    | Norwegia           | 6           | +1:17.6 min |
| 8.      | Olga Zajcewa Maksim Czudow            | Rosja              | 11          | +1:28.5 min |
| 9.      | Tomasz Sikora Magdalena Gwizdoń       | Polska             | 10          | +2:11.9 min |
| 10.     | Lanny Barnes Jay Hakkinen             | Stany Zjednoczone  | 11          | +2:26.8 min |

### Bieg pościgowy
| Pozycja | Zawodnik                              | Narodowość         | Karne rundy | Strata      |
| ------- | ------------------------------------- | ------------------ | ----------- | ----------- |
| 1.      | Kati Wilhelm Christoph Sumann         | Niemcy · Austria   | 5           | 32:27.5 min |
| 2.      | Oksana Chwostenko Andrij Deryzemla    | Ukraina            | 6           | +13.7 s     |
| 3.      | Marie-Laure Brunet Vincent Defrasne   | Francja            | 4           | +20.3 s     |
| 4.      | Darja Domraczewa Dominik Landertinger | Białoruś · Austria | 7           | +36.7 s     |
| 5.      | Michael Greis Simone Hauswald         | Niemcy             | 10          | +42.4 s     |
| 6.      | Lanny Barnes Jay Hakkinen             | Stany Zjednoczone  | 0           | +57.5 s     |
| 7.      | Olga Zajcewa Maksim Czudow            | Rosja              | 6           | +1:11.4 min |
| 8.      | Solveig Rogstad Henrik L’Abée-Lund    | Norwegia           | 3           | +1:22.4 min |
| 9.      | Tomasz Sikora Magdalena Gwizdoń       | Polska             | 4           | +1:28.4 min |
| 10.     | Éva Tófalvi Daniel Graf               | Rumunia · Niemcy   | 8           | +1:57.2 min |